# Округ Оранџберг (Јужна Каролина)
Оранџберг (енгл. Orangeburg County) је округ у америчкој савезној држави Јужна Каролина. По попису из 2010. године број становника је 92.501.

## Демографија
Према попису становништва из 2010. у округу је живело 92.501 становника, што је 919 (1,0%) становника више него 2000. године.
| Група             | 2000.          | 2010.          |
| Белци             | 33.721 (36,8%) | 31.206 (33,7%) |
| Афроамериканци    | 55.736 (60,9%) | 57.535 (62,2%) |
| Азијати           | 396 (0,4%)     | 752 (0,8%)     |
| Хиспаноамериканци | 875 (1,0%)     | 1.767 (1,9%)   |
| Укупно            | 91.582         | 92.501         |